# Yamato nadeshiko

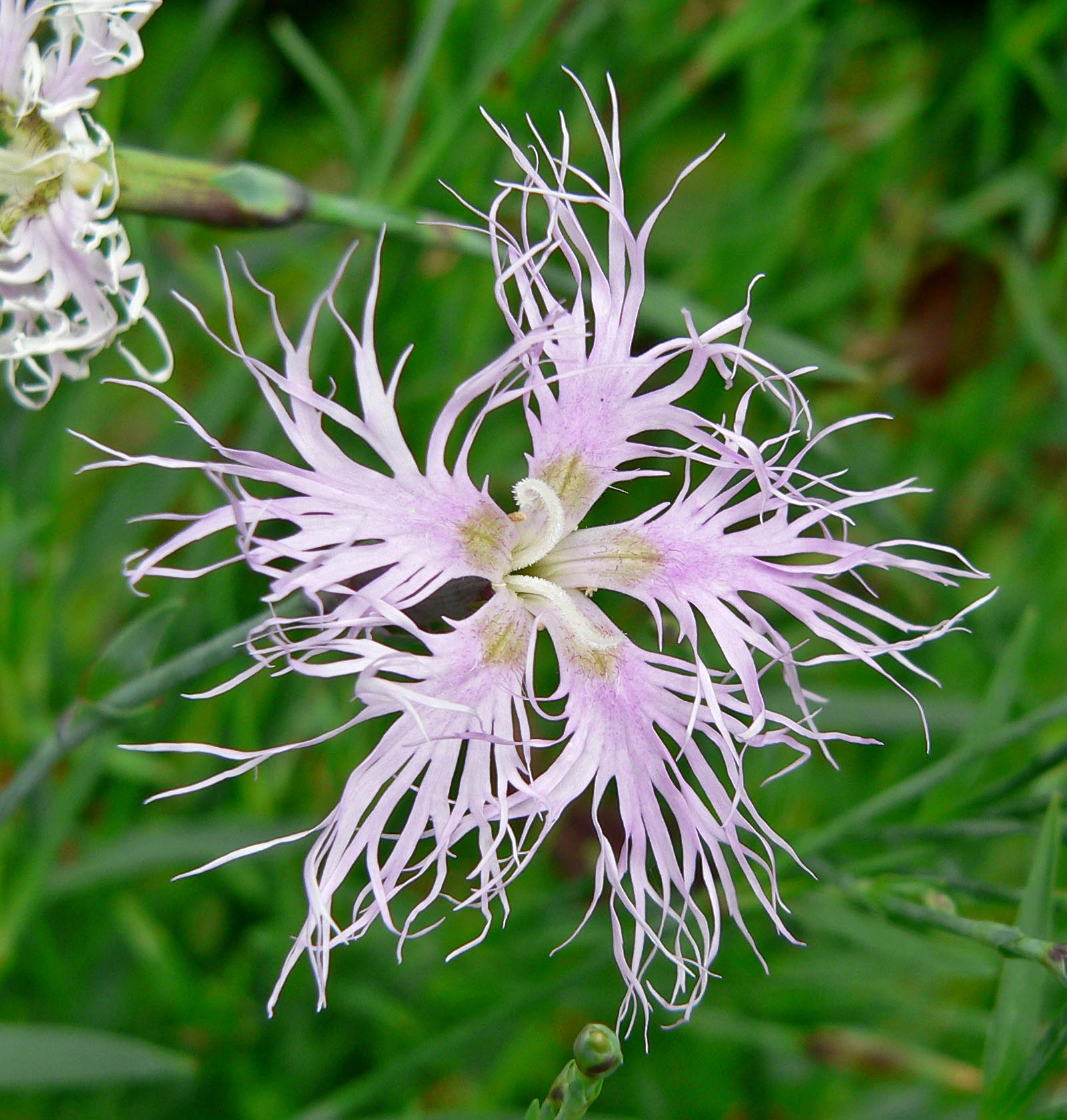
Dianthus superbus

Yamato nadeshiko (大和撫子?) è un'espressione giapponese che indica la personificazione della donna ideale, nel contesto storico della tradizione patriarcale della cultura giapponese. Questa metafora floreale combina l'antico nome giapponese Yamato al nadeshiko (撫子?), il nome giapponese del garofanino frangiato, un grande fiore rosa che si traduce letteralmente come garofano giapponese.

## Dettagli
(Definizione del dizionario Daijirin (3° edizione, 2006))
Altresì noto come personificazione della donna giapponese ideale per il confucianesimo, si risolve attorno all'agire per il beneficio della famiglia, seguendo istruzioni o agendo nel migliore interesse della figura del patriarca. Le virtù includono lealtà, abilità domestica, saggezza e umiltà.
Durante la seconda guerra mondiale, l'idea della Yamato nadeshiko fu influenzata dalla propaganda di guerra. Una Yamato nadeshiko doveva sopportare tutti i dolori e la povertà di una vita per suo marito (un soldato) e il paese, dovendo sempre essere pronta a combattere con una naginata o una yari e a morire in ogni momento per il suo paese. Doveva inoltre preservare la sua castità, in un modo simile alla via del bushidō. Ad ogni modo, ogni cittadino giapponese doveva essere pronto a dare la vita per la guerra e ad effettuare una carica banzai.
Oggi, nella maggior parte dei casi, l'espressione è usata in contesti nostalgici, riferendosi alle "vecchie buone maniere" delle donne giapponesi, virtù considerate ormai rare.
Quello della Yamato nadeshiko è un archetipo presente anche nei manga e negli anime giapponesi. Un esempio è dato dal personaggio di Belldandy in Oh, mia dea!.